# منتخب كوراساو تحت 20 سنة لكرة القدم
منتخب كوراساو تحت 20 سنة لكرة القدم (بالإنجليزية: Curaçao national under-20 football team)‏ هو ممثل كوراساو الرسمي في المنافسات الدولية في كرة القدم في فئة كرة قدم تحت 20 سنة للرجال، يديريه اتحاد كوراساو لكرة القدم.